# 240-Robert
240-Robert es una serie de televisión estadounidense, emitida originalmente por la cadena ABC entre 1979 y 1981.

## Argumento
La serie relata las misiones del 240-Robert, una unidad especializada de la Policía del Condado de Los Ángeles, dotada de vehículos y un helicóptero. La mayoría de sus actuaciones se centran en búsquedas, rastreos y rescates por mar y aire en una jurisdicción de diez mil kilómetros cuadrados.

## Rodaje
La serie fue rodada en escenarios naturales de la localidad de Sycamore Cove en Ventura County, California.

## Cancelación
Los actores Mark Harmon y Joanna Cassidy abandonaron la serie a la expiración de sus respectivos contratos, finalizada la primera temporada. Se contrató a Stephen W. Burns y Pamela Hensley para sustituirlos, pero de la segunda temporada tan solo se rodaron tres episodios y luego fue cancelada debido a los malos resultados de audiencia.

## Reparto
- Theodore Roosevelt "Trap" Applegate III (John Bennett Perry)
- Dwayne "Thib" Thibideaux (Mark Harmon, episodios 1-13)
- Morgan Wainwright (Joanna Cassidy, episodios 1-13), piloto del helicópetero
- Brett Cueva (Stephen W. Burns, episodios 14-16)
- Sandy Harper (Pamela Hensley, episodios 14-16)

## Lista de episodios

### Temporada 1
1. "The Apology"
2. "Stuntman"
3. "Bathysphere"
4. "Models"
5. "Acting Sergeant"
6. "Bank Job"
7. "Out of Sight"
8. "Time Bomb"
9. "Double Trouble"
10. "Poison Air"
11. "Earthquake"
12. "The Applicant"
13. "Oil and Water"

### Temporada 2
1. "A Cool Welcome"
2. "First Loss"
3. "Hostages"

## La serie en España
Se estrenó el 26 de febrero de 1980 en Televisión española, y contó con el siguiente cuadro de actores de doblaje:
- Theodore Roosevelt "Trap" Applegate III...Jesús Nieto
- Dwayne "Thib" Thibideaux...Juan Antonio Castro
- Morgan Wainwright...Delia Luna